# Mega (Tanzania)
Mega è una circoscrizione rurale (rural ward) della Tanzania situata nel distretto rurale di Kahama, regione di Shinyanga. Conta una popolazione di 9 967 abitanti (censimento 2012).